# The Ballad of Reading Gaol
The Ballad of Reading Gaol is een gedicht uit 1898 van de Brits-Ierse schrijver Oscar Wilde.
In 1895 werd Wilde wegens homoseksuele praktijken veroordeeld tot twee jaar gevangenisstraf met dwangarbeid. Aanvankelijk werd hij opgesloten in Londen, maar in november 1895 werd hij wegens zijn zwakke gezondheidstoestand overgebracht naar de kleinere gevangenis in Reading met een landelijke omgeving. De te verrichten dwangarbeid was voor die tijd licht van aard.
Tijdens zijn gevangenschap werd in de gevangenis van Reading de militair Charles Thomas Wooldridge opgehangen, veroordeeld voor de moord op zijn 23-jarige vrouw. Deze gebeurtenis vormde na zijn vrijlating op 19 mei 1897 de inspiratie voor het lange gedicht dat Wilde (middels initialen) aan Wooldridge opdroeg.
Het gedicht is grotendeels een aanklacht tegen de doodstraf, de toenmalige strafwetgeving en de kwalijke gevangenispraktijken. Een ander thema is zijn idee dat ieder mens in wezen kwaad kan aanrichten en vergeving behoeft.
Een beroemde zinsnede uit het gedicht is Each man kills the thing he loves, die een aantal malen in het gedicht voorkomt. Het eind van het gedicht luidt als volgt:
And all men kill the thing they love,
By all let this be heard,
Some do it with a bitter look,
Some with a flattering word,
The coward does it with a kiss,
The brave man with a sword!

## Nederlandse vertalingen
Er bestaan een tiental Nederlandse vertalingen van het gedicht, waaronder:
- Oscar Wilde, Gedichten, vert. Marja Wiebes en Margriet Berg, 2011
- Oscar Wilde, De ballade van Reading Gaol, vert. Maarten Asscher, 2020 (tweetalig)